# منتخب سويسرا لكرة السلة للسيدات
منتخب سويسرا الوطني لكرة السلة للسيدات هو ممثل سويسرا الرسمي في المنافسات الدولية في كرة السلة للسيدات.